# Giacomo Chinellato
Giacomo Chinellato (Favaro Veneto, 29 giugno 1955) è un allenatore di calcio ed ex calciatore italiano, di ruolo stopper.

## Carriera
Ha esordito in Serie A il 23 marzo 1975 in Cesena-Varese 1-1. Nel 1986, come giocatore del Cagliari, venne squalificato in seguito allo scandalo che quell'anno colpì il calcio italiano, chiudendo qui la sua carriera agonistica.
Nella stagione 1994-1995 è stato aiuto allenatore del suo ex compagno di squadra al Pescara, Bruno Nobili, alla Fermana, in Serie C2, dove svolgeva le mansioni sia di vice allenatore, sia di preparatore atletico nonché dei portieri. Ha in seguito guidato formazioni dilettantistiche quali Bucchianico e Folgore Sambuceto